# Alla Gerber
Pour les articles homonymes, voir Gerber.
Alla Gerber (Moscou, 3 janvier 1932) est une femme politique, avocate, journaliste et critique de film russe.

## Biographie
Alla Gerber nait le 3 janvier 1932 à Moscou. Après des études à la faculté de droit de l'université d'État de Moscou, elle exerce comme avocate puis s'oriente à partir de 1957 vers le journalisme, d'abord au sein d'organes de presse écrite puis, à partir de 1978, en tant que journaliste indépendante. En 1985, son activité devient plus sociale et plus politique : elle devient membre du mouvement indépendant des écrivains, du mouvement Russie démocratique, participe à la fondation du Centre antifasciste russe. En 1993, elle est élue députée de la Douma de la République fédérative de Russie, sous l'étiquette du parti Le Choix démocratique de la Russie dont elle devient membre du comité politique.
Elle est la responsable du centre russe sur l'Holocauste ; à ce titre, elle intervient pour que la question des déportations des Juifs ne soit pas l'objet de moqueries et que la mémoire d'Adolf Hitler ne soit pas glorifiée.

## Ouvrages
- Conversations dans l'atelier (1981)
- Études sur Inna Churikova (1986)
- Maman et Papa (1994)